# お声掛かりの柏

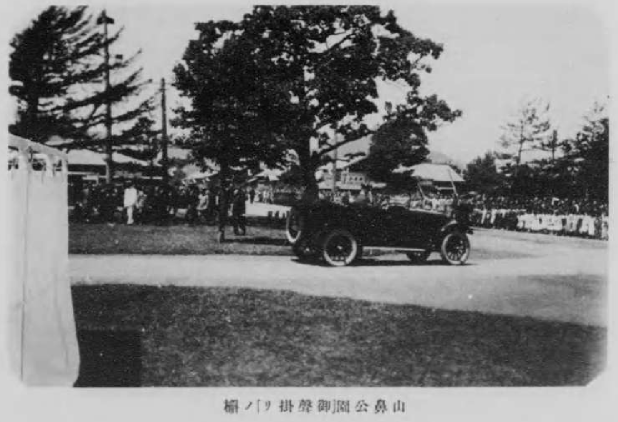
大正11年7月刊行『皇太子殿下行啓記念写真帖』44ページ所収の写真

お声掛かりの柏（おこえがかりのかしわ）または「御声かゝりの槲樹（おこえがかりのかしわのき）」は、北海道札幌市中央区の山鼻地区にかつて存在したカシワの古木である。1976年（昭和51年）に枯死し、現在はその脇から生じた二世が同じ場所に保存されている。

## 概要
1881年（明治14年）9月1日、明治天皇は東北・北海道巡幸の一環として、屯田兵による開拓事業を視察するために、山鼻屯田兵村を訪れた。天皇が山鼻学校で休憩した際、学校前にあったカシワの古木の立派さに目を留め、木の名を尋ねたとされたエピソードから、この古木は住民たちから「お声掛かりの柏」と呼ばれ、地域のシンボルとされた。
1911年（明治44年）8月には、皇太子嘉仁親王（のちの大正天皇）が、札幌訪問の際に、この「お声掛かりの柏」の視察を希望した。その訪問のために、中島遊園地から「お声掛かりの柏」のある山鼻公園への道路（南14条通）が拡幅・整備され、「行啓道路」または「行啓通」と呼ばれるようになった。
地域の象徴とされた「お声掛かりの柏」は、札幌市立柏中学校の校名や校章、札幌市立幌南小学校の校章、山鼻かしわ児童会館などの公共施設や商店などの名称にも使用されている。
1976年（昭和51年）には枯死が確認され、倒壊の危険があるため、同年10月15日に切り倒された。推定樹齢は230年、樹高は18m、幹の直径は60cmであった。現在、切り株が札幌市立山鼻小学校に保存されており、また二世の若木が山鼻公園内に存在する。

## 場所
- 北海道札幌市中央区南14条西10丁目 山鼻公園内

## 交通機関
- 札幌市営地下鉄東西線西11丁目駅からじょうてつバス「南14条西11丁目」下車。